# سورة الشورى
سورة الشورى سورة مكية إلا الآيات 23 حتى 27 فهي مدنية، السورة من المثاني، آياتها 53، وترتيبها في المصحف 42، في الجزء الخامس والعشرين، بدأت بحروف مقطعة، وهي من مجموعة سور «الحواميم» التي تبدأ ﴿حم ۝١﴾ [الشورى:1]، نزلت بعد سورة فصلت.

## أسباب النزول
- أسباب نزول الآية (23): قال قتادة: قال المشركون: لعل محمدا فيما يتعاطاه يطلب أجرا. فنزلت الآية حثا على مودته ومودة أقربائه.
- أسباب نزول الآية (27) : ﴿ولو بسط الله الرزق لعباده﴾ [الشورى:27] نزلت في أهل الصفة تمنوا الغنى وسعة الرزق، قال خباب بن الأرت فينا نزلت هذه الآية، وذلك أننا نظرنا إلى أموال بني قريظة وبني قينقاع وبني النضير فتمنيناها. رواه الحاكم وصححه، والبيهقي في شعب الإيمان.
- أسباب نزول الآية (51) : قال القرطبي: سبب ذلك أن اليهود قالوا للنبي ﷺ هلا تكلم الله وتنظر إليه إن كنت نبيا كما كلمه موسى ونظر إليه، فإنا لن نؤمن لك حتى تفعل ذلك، فقال النبي: إن موسى لم ينظر إليه. فنزلت الآية.[2]

## ما تتضمنه السورة
هذه السورة تعالج قضية العقيدة كسائر السور المكية، ولكنها تركز بصفة خاصة على حقيقة الوحي والرسالة، حتى ليصح أن يقال إنها المحور الرئيسي الذي ترتبط به السورة كلها، وتأتي سائر الموضوعات فيها تبعاً لتلك الحقيقة الرئيسية فيها.
ومع أن السورة تتوسع بالحديث عن حقيقة الوحدانية، وتعرضها من جوانب متعددة، كما أنها تتحدث عن حقيقة القيامة والإيمان بها، ويأتي ذكر الآخرة في مواضع متعددة منها. كذلك تتناول عرض صفات المؤمنين وأخلاقهم التي يمتازون بها. كما تلم بقضية الرزق: بسطه وقبضه، وصفة الإنسان في السراء والضراء.
ولكن حقيقة الوحي والرسالة تظل الحقيقة البارزة في محيط السورة وكأن سائر الموضوعات الأخرى مسوقة لتقوية تلك الحقيقة الأولى وتوكيدها.
ويسير سياق السورة في عرض تلك الحقيقة، وما يصاحبها من موضوعات أخرى بطريقة تدعو إلى مزيد من التدبر والملاحظة. فهي تعرض من جوانب متعددة. يفترق بعضها عن بعض ببضع آيات تتحدث عن وحدانية الخالق. أو وحدانية الرازق. أو وحدانية المتصرف بالقلوب. أو وحدانية المتصرف بالمصير...ذلك بينما يتجه الحديث عن حقيقة الوحي والرسالة إلى تقرير وحدانية الموحي – سبحانه – ووحدة الوحي.ووحدة العقيدة. ووحدة المنهج والطريق. وأخيراً وحدة القيادة البشرية في ظل العقيدة.
ومن ثم يرتسم في النفس خط الوحدانية بارزاً واضحاً، بشتى معانيه وشتى ظلاله وشتى إيحاءته، من وراء موضوعات السورة جميعاً
تبدأ السورة بالأحرف المقطعة: (حا. ميم. عين. سين. قاف).. يليها: ﴿كَذَلِكَ يُوحِي إِلَيْكَ وَإِلَى الَّذِينَ مِنْ قَبْلِكَ اللَّهُ الْعَزِيزُ الْحَكِيمُ ۝٣﴾ [الشورى:3].. مقرراً وحدة الوحي في الأولين والآخرين.
ثم يستطرد السياق في صفة الله العزيز الحكيم: ﴿لَهُ مَا فِي السَّمَاوَاتِ وَمَا فِي الْأَرْضِ وَهُوَ الْعَلِيُّ الْعَظِيمُ ۝٤﴾ [الشورى:4] مقرراً لوحدة المالك لما في السماوات والأرض واستعلاءه وعظمته على وجه الانفراد.
ثم يستطرد استطرداً آخر في وصف حال الكون تجاه حالة الإيمان بالمالك الواحد، وتجاه الشرك الذي يشذ به بعض الناس: ﴿تَكَادُ السَّمَاوَاتُ يَتَفَطَّرْنَ مِنْ فَوْقِهِنَّ وَالْمَلَائِكَةُ يُسَبِّحُونَ بِحَمْدِ رَبِّهِمْ وَيَسْتَغْفِرُونَ لِمَنْ فِي الْأَرْضِ أَلَا إِنَّ اللَّهَ هُوَ الْغَفُورُ الرَّحِيمُ ۝٥ وَالَّذِينَ اتَّخَذُوا مِنْ دُونِهِ أَوْلِيَاءَ اللَّهُ حَفِيظٌ عَلَيْهِمْ وَمَا أَنْتَ عَلَيْهِمْ بِوَكِيلٍ ۝٦﴾ [الشورى:5–6].
وبعد هذه الجولة يعود السياق للحقيقة الأولى: ﴿وَكَذَلِكَ أَوْحَيْنَا إِلَيْكَ قُرْآنًا عَرَبِيًّا لِتُنْذِرَ أُمَّ الْقُرَى وَمَنْ حَوْلَهَا وَتُنْذِرَ يَوْمَ الْجَمْعِ لَا رَيْبَ فِيهِ فَرِيقٌ فِي الْجَنَّةِ وَفَرِيقٌ فِي السَّعِيرِ ۝٧﴾ [الشورى:7] ثم يستطرد فيقرر أن لو شاء الله لجعلهم أمة واحدة. ولكن مشيئه اقتضت – بما له من علم وحكمة – أن يدخل من يشاء في رحمته ﴿والظالمون مالهم من ولى ولا نصير﴾ [الشورى:8] ويقرر أن الله وحده ﴿هو الولى وهو يحي الموتي وهو على كل شيء قدير﴾ [الشورى:9].
ومن ثم يعود إلى الحقيقة الأولى، حقيقة الوحي والرسالة، فيقرر أن الحكم فيما يختلف فيه البشر من شيء هو الله الذي أنزل هذا القرآن ليرجع إليه الناس في كل اختلاف: ﴿وما اختلفتم فيه من شيء فحكمه إلى الله﴾ [الشورى:10].
ويستطرد مع الربوبية إلى وحدانية الخالق، وتفرد ذاته. ووحدانية التصرف في مقادير السماوات والأرض، وفي بسط الرزق وقبضه، وفي علمه بكل شيء: ﴿فَاطِرُ السَّمَاوَاتِ وَالْأَرْضِ جَعَلَ لَكُمْ مِنْ أَنْفُسِكُمْ أَزْوَاجًا وَمِنَ الْأَنْعَامِ أَزْوَاجًا يَذْرَؤُكُمْ فِيهِ لَيْسَ كَمِثْلِهِ شَيْءٌ وَهُوَ السَّمِيعُ الْبَصِيرُ ۝١١ لَهُ مَقَالِيدُ السَّمَاوَاتِ وَالْأَرْضِ يَبْسُطُ الرِّزْقَ لِمَنْ يَشَاءُ وَيَقْدِرُ إِنَّهُ بِكُلِّ شَيْءٍ عَلِيمٌ ۝١٢﴾ [الشورى:11–12].
ثم يعود إلى الحقيقة الأولى: ﴿شرع لكم من الدين ما وصى به نوحاً﴾ [الشورى:13]. وعلى هذا النسق تمضي السورة في عرض هذه الحقيقة، محوطة بهذا الجو، وهذه الاستطردات المتعلقة بقضايا العقيدة الأخرى، والقارئ يلتقى بعد كل بضع آيات بحقيقة الوحى والرسالة في جانب من جوانبها.
أما الدرس الثاني ويؤلف بقية السورة فيبدأ باستعراض بعض آيات الله في بسط الرزق وقبضه، وفي تنزيل الغيث برحمته، وفي خلق السماوات والأرض وما بث فيهما من دابة، وفي الفلك الجواري في البحر كالأعلام، ويستطرد من هذه الآيات إلى صفة المؤمنين التي تفردهم وتميز جماعتهم، فإلى مشهد من مشاهد يوم القيامة يعرض صورة الظالمين لما رؤوا العذاب: ﴿يقولون هل إلى مرد من سبيل﴾ [الشورى:44]، ﴿وقال الذين آمنوا: إن الخاسرين الذين خسروا أَنفُسَهُمْ واهليهم يوم القيامة﴾ [الشورى:45].
ومن ثم يعود إلى الحقيقة الأولى في السورة، حقيقة الوحي والرسالة في جانب من جوانبها: ﴿فإن أعرضوا فما أرسلناك عليهم حفيظاً إن عليك إلا البلاغ﴾ [الشورى:48].
ويمضي سياق السورة حتى ختامها يدور حول هذا المحور مباشرة أوغير مباشرة مع طابع الاستطراد بين كل إشارة وإشارة إلى تلك الحقيقة حتي يكون ختام السورة بهذا البيان: ﴿وَمَا كَانَ لِبَشَرٍ أَنْ يُكَلِّمَهُ اللَّهُ إِلَّا وَحْيًا أَوْ مِنْ وَرَاءِ حِجَابٍ أَوْ يُرْسِلَ رَسُولًا فَيُوحِيَ بِإِذْنِهِ مَا يَشَاءُ إِنَّهُ عَلِيٌّ حَكِيمٌ ۝٥١﴾ [الشورى:51].
ومن وراء هذا التركيز على حقيقة الوحى والرسالة في سياق السورة كله يبرز هدف خاص لعرضها على هذا النحو وفي هذا التتابع هذا الهدف هو تعين القيادة الجديدة للمبشرين ممثله في الرسالة الأخيرة، ورسولها، والأمة المسلمة التي تتبع نهجه الإلهي الثابت القويم
وتبدأ أول إشارة في مطلع السورة: ﴿كَذَلِكَ يُوحِي إِلَيْكَ وَإِلَى الَّذِينَ مِنْ قَبْلِكَ اللَّهُ الْعَزِيزُ الْحَكِيمُ ۝٣﴾ [الشورى:3] لتقرر أن الله هو الموحي بجميع الرسالات لجميع الرسل، وأن الرسالة هي امتداد لأمر مطرد من قديم وتأتي الإشارة الثانية بعد قليل: ﴿وكذلك أوحينا إليك قرآناً عربياً لتنذر أم القرى ومن حولها﴾ [الشورى:7]... لتقرر مركز القيادة الجديدة التي سترد إليها الإشارة فيما بعد.
وفي الإشارة الثالثة يقرر وحدة الرسالة بعد ما قرر في الرسالة الأولى وحدة المصدر: ﴿شرع لكم من الدين ما وصى به نوحاً﴾ [الشورى:13].
وتستطرد هذه الإشارة إلى التقرير أن التفرق قد وقع. ولم يقع عن جهل من أتباع أولئك الرسل الكرام ولكن عن علم. وقع بقياً وظلماً وحسداً: ﴿وما تفرقوا إلا من بعد ما جاءهم العلم بغياً بينهم﴾ [الشورى:14].
ثم تستطرد كذلك إلى بيان حال الذين جاءوا من بعد أولئك الذين اختلفوا: ﴿وإن الذين أورثوا الكتاب من بعدهم لفي شك منه مريب﴾ [الشورى:14].
وعند هذا الحد يتبين أن البشرية قد آلت إلى فوضى وارتياب، ولم تعد لها قيادة راشدة تقوم على نهج ثابت قويم.. فرسالة السماء التي تقود البشرية قد آلت إلى اختلاف بين أتباعها. والذين جاءوا من بعدهم تلقوها في ريبة وشك لا تستقيم معها قيادة راشدة.
ومن ثم يعلن انتداب الرسالة الأخيرة وحاملها – صلى الله عليه وسلم – لهذه القيادة: ﴿فلذلك فادع واستقم كما أمرت ولا تتبع أهواءهم وقل آمنت بما أنزل الله من كتاب وأمرت لأعدل بينكم الله ربنا وربكم﴾ [الشورى:15] ومن ثم تجيء صفة الجماعة المميزة لها طبيعة في سياق هذه السورة بوصفها الجماعة التي ستقوم على قيادة هذه البشرية على ذلك النهج الثابت القويم.
وعلى ضوء هذه الحقيقة يصبح سياق السورة وموضوعها الرئيسي والموضوعات الأخرى فيه واضحة .